# Перейра Пирес, Сержио
Се́ржио Перейра Пирес (порт.-браз. Sérgio Pereira Pires; 16 мая 1898, Рио-де-Жанейро — неизвестно) — бразильский футболист, полузащитник и правый защитник. Брат другого известного футболиста, Орландо.

## Карьера
Сержио Перейра — бразилец английского происхождения. Он начал карьеру в 1915 году в клубе «Паулистано». На следующий год он отпраздновал победу в чемпионате штата Сан-Паулу, а затем помог клубу выиграть ещё три чемпионата подряд. Также игрок выиграл с «Паулистано» первенство 1921 года, а также принял участие в турне клуба по Европе в 1925 году.
В составе сборной Бразилии Сержио Перейра дебютировал 11 мая 1919 года в матче розыгрыша чемпионата Южной Америки. На том же турнире он провёл все 4 матча, а его команда добилась первой в истории победы на турнире.

## Международная статистика
| Матчи Сержио Перейры за сборную Бразилии | Матчи Сержио Перейры за сборную Бразилии | Матчи Сержио Перейры за сборную Бразилии | Матчи Сержио Перейры за сборную Бразилии | Матчи Сержио Перейры за сборную Бразилии | Матчи Сержио Перейры за сборную Бразилии | Матчи Сержио Перейры за сборную Бразилии |
| ---------------------------------------- | ---------------------------------------- | ---------------------------------------- | ---------------------------------------- | ---------------------------------------- | ---------------------------------------- | ---------------------------------------- |
| №                                        | Дата                                     | Место проведения                         | Оппонент                                 | Счёт                                     | Голы                                     | Турнир                                   |
| 1                                        | 15 мая 1919                              | Рио-де-Жанейро                           | Чили                                     | 6:0                                      | —                                        | Чемпионат Южной Америки                  |
| 2                                        | 18 мая 1919                              | Рио-де-Жанейро                           | Аргентина                                | 3:1                                      | —                                        | Чемпионат Южной Америки                  |
| 3                                        | 25 мая 1919                              | Рио-де-Жанейро                           | Уругвай                                  | 2:2                                      | —                                        | Чемпионат Южной Америки                  |
| 4                                        | 29 мая 1919                              | Рио-де-Жанейро                           | Уругвай                                  | 1:0                                      | —                                        | Чемпионат Южной Америки                  |

## Достижения
- Чемпион штата Сан-Паулу: 1916 (APEA), 1917, 1918, 1919, 1921
- Чемпион Южной Америки: 1919